# Química nuclear
Química nuclear é a área da química que lida com materiais utilizados para fins nucleares.
É essa a área da química que lida com as transformações dos núcleos dos átomos, em uma reação química a alteração ocorre na eletrosfera, já na reação nuclear os núcleos dos átomos são modificados. Por exemplo na fissão nuclear, núcleos pesados e instáveis, como o do urânio, desintegram-se para formar núcleos, mais leves e estáveis, libertando grandes quantidades de energia e também partículas radiativas como as partículas α (alfa), β (beta) e radiação electromágnetica γ (gama).

## Conceitos básicos
Primeiramente para compreender a química nuclear é preciso ter em mente os conceitos fundamentais sobre a estrutura atômica, onde o átomo é formado principalmente por duas regiões bem distintas, a eletrosfera e o núcleo. E a química nuclear envolve exatamente as mudanças sofridas no núcleo do átomo. Diferentemente das reações comuns que ocorrem entre os elétrons da periferia eletrosférica, as reações nucleares evidentemente afetam os núcleos atômicos onde encontram-se os hádrons : prótons e nêutrons. Naturalmente as forças que unem essas partículas são muito mais intensas em relação as que atuam nos elétrons, isso em parte justifica a energia liberada na ruptura dessas ligações por processos de fissão nuclear e/ou fusão nuclear, por exemplo. Para isso basta lembrar da bomba atômica e da enorme quantidade de megawatts produzidos pelas usinas nucleares .